# Anticlinal de la Cluse du Ry d'Ave

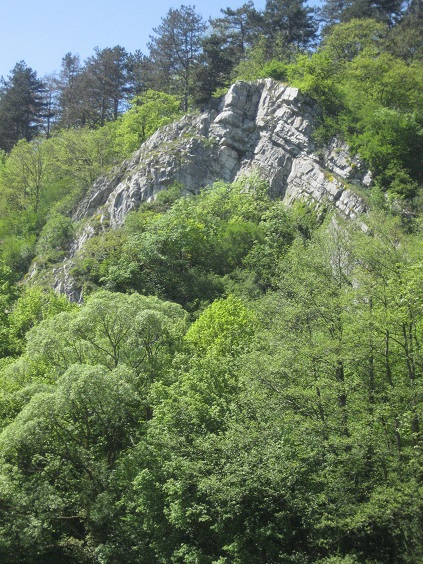
L'anticlinal de la Cluse du Ry d'Ave

L'Anticlinal de la Cluse du Ry d'Ave est un rocher situé en Belgique à Han-sur-Lesse dans la commune de Rochefort (province de Namur) sur la rive droite du Ry d'Ave, un affluent de la Lesse. Il est classé au Patrimoine immobilier exceptionnel de la Région wallonne depuis le 26 mai 1982.

## Situation et accès
Ce rocher se trouve sur la rive droite du Ry d'Ave, un petit cours d'eau qui a formé une cluse (vallée creusée perpendiculairement dans une montagne) au pied de cet anticlinal. 
L'anticlinal, bien que de plus en plus masqué par la végétation, est visible depuis la route nationale 86 entre les villages d'Auffe et Han-sur-Lesse, une desserte servant de parking.

## Description
L'anticlinal est un rocher où les différentes couches géologiques forment un pli convexe (formant un U retourné), les couches les plus anciennes se retrouvant le plus au centre. Il est en réalité la paroi nord-ouest de la colline boisée de Turmont dont le sommet atteint 240 m d'altitude. Cette colline est reprise comme site de grand intérêt biologique tout comme la colline des Grignaux se dressant sur le versant opposé.
Ce rocher calcaire a été formé au Dévonien moyen et fait partie de la région géologique de la Calestienne.

## Activités
On y pratique l'escalade. Le rocher atteint une hauteur totale d'environ 35 m.